# I-38
I-38 — підводний човен Імперського флоту Японії, який брав участь у Другій світовій війні.

## Початок історії човна
Корабель належав до типу B1 (він же клас I-15), представники якого мали великі розміри (їх надводна водотоннажність перевищувала підводний показник океанських підводних човнів США) та могли нести розвідувальний літак або, після переобладнання, мінісубмарину для диверсійних операцій.
По завершенні човен кілька місяців провадив підготовку у водах метрополії, а 9—14 травня 1943-го пройшов до атола Трук (центральна частина Каролінських островів), на якому ще до війни створили потужну базу японського ВМФ. 16—18 травня I-38 перейшов до Рабаула (головна японська база в архіпелазі Бісмарка, з якої проводились операції на Соломонових островах та сході Нової Гвінеї).

## Логістичні рейси на Нову Гвінею
Після березневого розгрому конвою постачання в битві у морі Бісмарка японське командування вирішило розпочати масштабну операцію з постачання гарнізону новогвінейських Лае та Саламауа за допомогою підводних човнів. Зокрема, I-38 здійснив шість логістичних рейсів — 21—25 травня (доставлено понад 48 тонн припасів і 12 військовослужбовців, евакуйовано 17 поранених та хворих), 27—31 травня (перевезено до Лае понад 48 тонн вантажів та 29 осіб, евакуйовано 6 військовослужбовців), 2—6 червня, 9—13 червня (цього разу розвантаження відбувалось і в Саламауа, і в Лае, причому до останнього доправили контейнер «Унпото», розроблений японцями для перевезення артилерії), 19—23 червня (доправлено понад 48 тонн продовольства та другий «Унпото»), 26—30 червня (перевезено понад 48 тонн припасів, черговий «Унпото» і евакуйовано 15 військовослужбовців). Під час першого походу вже після відплиття із Лае I-38 виявили ворожі торпедні катери, які випустили шість торпед, проте жодного разу не поцілили. У четвертому рейсі так само після розвантаження човен помітили з літака, проте жодна зі скинутих трьох бомб не завдала шкоди I-38.

## Похід до Соломонових островів
Наприкінці червня 1943-го союзники почали наступ на архіпелаг Нью-Джорджія (центральна частина Соломонових островів). Як наслідок, 2 липня I-38 вирушив з Рабаула із завданням провести на дії у затоці Кула (лежить в центральній частині зазначеного архіпелагу між островами Коломбангара та Нью-Джорджія). 4 липня човен прибув до визначеного йому району та залишався тут кілька діб, при цьому 6 липня невдало атакував торпедою ворожий есмінець, а наступної доби сам став об'єктом атаки есмінця. Останній обстріляв I-38 із артилерії, а після екстреного занурення човна перейшов до скидання глибинних бомб, проте не досягнув успіху. В наступні три доби I-38 провадив рекогносцирування затоки, а 12 липня повернувся до Рабаула, при цьому на зворотному шляху був вимушений кілька разів спішно занурюватись через атаки з повітря.

## Продовження транспортних рейсів у Меланезії
У наступні півтора місяця I-38 здійснив ще п'ять логістичних рейсів до Лае — 17—21 липня 1943-го, 24—28 липня (доставлено черговий контейнер «Унпото»), 30 липня — 3 серпня, 6—10 серпня, 26 серпня — 1 вересня (перевезено ще один «Унпото»). Під час першого них човен був на зворотному шляху безрезультатно атакований бомбардувальниками.
Крім того, I-38 виконав ряд завдань із постачання японських військ на Коломбангарі, куди ходив 14—20 серпня 1943-го (в цьому рейсі його двічі атакували літаки) та 7—13 вересня (перед цим човен прийняв на борт черговий «Унпото»). Під час другого походу 10 вересня на вході до затоки Коломбангара I-38 був виявлений та атакований авіацією, а тому повернув назад та розвантажився на якірній стоянці Шортленд (прикрита групою невеликих островів Шортленд акваторія біля південного завершення острова Бугенвіль, де зазвичай відстоювались бойові кораблі та перевалювались вантажі для подальшої відправки далі на схід Соломонових островів). Ще одна повітряна атака сталась на переході між Шортлендом та Рабаулом, проте жодна із трьох скинутих бомб не потрапила у ціль.
У другій половині вересня I-38 знову узявся за постачання Нової Гвінеї. При цьому 16 вересня 1943-го перемогою союзників завершилась битва за Лае та Саламауа, тому першим пунктом призначення став Фіншгафен (за сотню кілометрів на схід від Лає на східному узбережжі півострова Хуон). 20 вересня човен полишив Рабаул та 22 вересня вперше спробував встановити контакт із гарнізоном Фіншгафена, проте невдало. Так само безрезультатно завершились спроби зв'язатись із наземними військами у наступні дві доби, тому 27 вересня I-38 передав половину вантажі японським військам у Сіалумі за сім десятків кілометрів на північ від Фіншгафена (можливо відзначити, що останній буде звільнений союзниками вже 2 жовтня), а 28 вересня прибув до Рабаула.
3—8 жовтня 1943-го I-38 здійснив ще один похід до Сіалуму, при цьому під час розвантаження був атакований літаками і екстрено занурився, але у підсумку все-таки зміг передати залишок вантажу. В наступні кілька тижнів човен провів ще два такі рейси — 15—18 жовтня (вдалось доправити 80 % вантажу, при цьому операції заважав шторм, а потім атака торпедних катерів, які скинули кілька глибинних бомб) та 24—26 жовтня.
29 жовтня — 2 листопада 1943-го I-38 доправив припаси гарнізону Сіо (три десятки кілометрів на південний захід від Сіалума). В день повернення до Рабаула на цю базу стався черговий потужний авіаційний рейд, по завершення якого I-38 добив зі своєї палубної гармати одне з пошкоджених суден. 4—9 листопада відбувся другий рейс човна до Сіо, при цьому він спершу вів на буксирі занурюваний контейнер «Ункато» (у них могли перевозити до 377 тонн вантажів). Втім, 5 листопада I-38 був атакований авіацією, екстрено занурився, а потім полишив «Ункато» (хоча вантаж, прийнятий на борт, вдалось доправити).
Майже до кінця грудня 1943-го човен продовжував транспортні рейси до новогвінейських гарнізонів — 18—20 листопада до Сулумі (у цьому поході I-38 був атакований торпедними катерами, які загнали його під воду та скинули кілька глибинних бомб), 23—27 листопада до Сіо (на зворотному шляху на човен безрезультатно скинув бомбу ворожий літак), 7—11 грудня знову до Сулумі (сюди, зокрема, доставили контейнер «Унпото») та 19—24 грудня знову до Сіо (в цей раз човен вів на буксирі контейнер «Ункато»).
26 грудня 1943 — 7 січня 1944 I-38 прямував з Рабаула до Куре для проходження ремонту.

## Нові походи до Океанії
14—19 березня 1944-го човен перейшов з Куре на Трук, а 30 березня вирушив у море, маючи завдання передусім іти в район Палау (велика японська база на заході Каролінських островів). За кілька діб він дістав завдання перевезти групу військовослужбовців із Веваку (північне узбережжя Нової Гвінеї) до Порт-Холландія (так само північне узбережжя острова, проте на три з половиною сотні кілометрів західніше). Для цього з 8 по 14 квітня I-38 виконав два рейси, 19 квітня повернувся на Трук, а 20—27 квітня 1944-го пройшов у Куре.
18 травня 1944-го I-38 вийшов у похід із завданням провести повітряну розвідку атола Кваджелейн (американці оволоділи ним ще на початку лютого), а також діяти на ворожих комунікаціях на схід від Маршаллових островів. Втім, уже невдовзі ціллю для повітряної розвідки став атол Маджуро (південно-східна частина того ж архіпелагу за п'ять сотень кілометрів від Кваджелейну), де американці організували велику базу та якірну стоянку. 13 червня японське командування ввело в дію план захисту Маріанських островів (що розглядались як складова частина головного оборонного периметра імперії) і віддало наказ численним підводним човнам, і серед них І-38, прямувати в район на схід від цього архіпелагу. 15 червня 1944-го дійсно почалась атака американців на Маріанські острови, а 28 червня на I-38 отримали наказ провести евакуацію адмірала з острова Сайпан. Виконати це завдання не вдалось і 7—16 липня I-38 пройшов до Сасебо, де став на ремонт.

## Останній похід
19 жовтня 1944-го I-38 вийшов із Куре з завданням патрулювати в районі на схід від Філіппінського архіпелагу, який союзники обрали за наступну ціль свого наступу. 25 жовтня човен досягнув району на схід від островів Лейте та Самар, де якраз розгорталась вирішальна битва надводних флотів. Втім, досягнути якихось успіхів I-38 не вдалось.
5 листопада 1944-го човен дістав наказ провести рекогносцирування атола Нгулу (західні Каролінські острови дещо більш ніж за три сотні кілометрів на північний схід від Палау). 12 листопада в районі за шість десятків кілометрів на південний схід від Нгулу американський есмінець «Ніколас» виявив радаром ціль та після зближення відкрив вогонь із артилерії. Після того як підводний човен занурився, есмінець зміг встановити з ним сонарний контакт і скинув першу серію глибинних бомб. Далі контакт було втрачено, проте за дві години (вже настало 13 листопада) сонар «Ніколас» знову побачив ціль, після чого скинули другу серію бомб. Невдовзі стався потужний підводний вибух, а вранці на воді виявили уламки та людські рештки. Ймовірно, саме цей бій призвів до загибелі I-38 разом з усіма 110 особами, що перебували на борту.